# 巴斯科姆 (佛罗里达州)
巴斯科姆（英語：Bascom）是美国佛罗里达州杰克逊县的一个镇，位于佛罗里达与阿拉巴马的边界以南8公里（5英里）。2010年人口为121人。

## 出身人物
- 費·唐娜薇,美國演員。

1. ↑  . American Factfinder.   [2018-04-27]. （原始内容存档于2020-02-13） –U.S. Census Bureau （英语）.